# كيت كولبي
كيت كولبي (بالإنجليزية: Kate Colby)‏ هي كاتِبة وشاعرة أمريكية، ولدت في 1950.